# 卡里申
48°59′47″N 27°14′4″E / 48.99639°N 27.23444°E
卡里任（烏克蘭語：Карижин）是位於烏克蘭西部的村莊，由赫梅利尼茨基州裡赫梅利尼茨基區的溫基夫齊市鎮負責管轄。該村始建於1493年，面積2.12平方公里，海拔高度239米，2001年人口597，人口密度每平方公里282.3人。